# 天文学名词列表

## 天文科学及发展

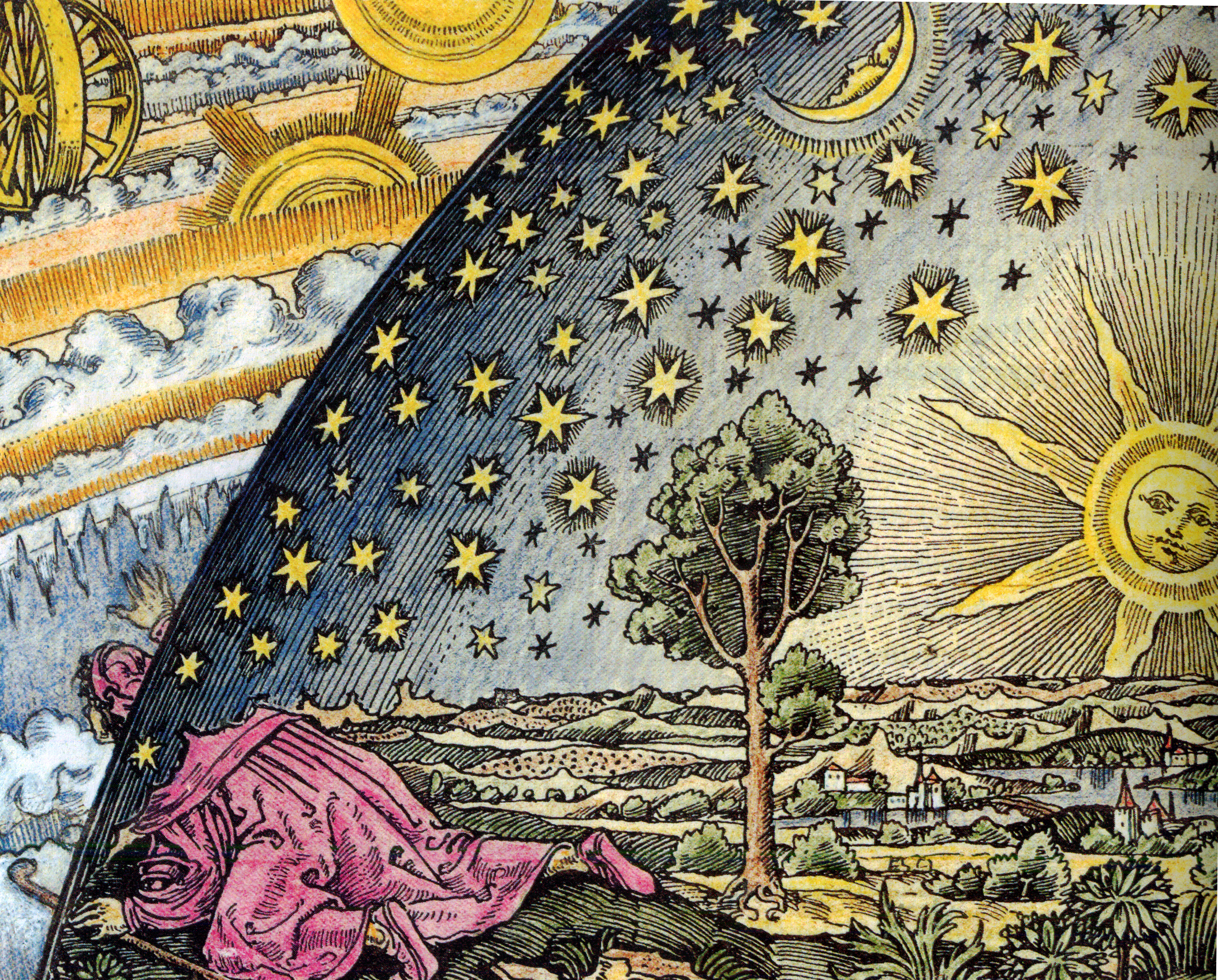
中世纪时认为的世界结构

- 天文

### 天文学学科
- 天文学

### 相关和交叉学科
- 占星学
- 占星术

### 中国古代天文学
- 二十八宿
- 三垣
- 四象
- 星官

## 天体

### 行星及卫星

#### 月球
- 由于月球较特殊，所以从卫星段落独立出现。

#### 其他相关名词
- 星际行星

### 星际间物质
- 太陽系小天體

- 星际气体
- 星际尘埃

### 人造天体

#### 运送载体
- 火箭

- 航天飞机

## 术语

### 天体系统

#### 小行星系统
- 小行星
- 小行星带
- 小行星族
- 柯伊泊带

### 猜想和理论

#### 宇宙论
- 地心说
- 日心说

- 平行宇宙
- 宇宙大爆炸
- 弦理论

- 本特利悖论
- 奥尔贝斯悖论

#### 基础理论
- 天体力学

- 球面三角学

- 相对论

- 恒星演化

#### 地外智能生命
- 戴森球
- 动物园假说
- 费米悖论

## 天文学人物、事件和组织

### 事件

#### 自然事件
- 通古斯大爆炸

#### 人类探索计划
- 以下列表包括自1965年以后人类的太空活动：

- 以下模板包括针对不同探测对象的探测任务：

- 以下模板包括不同国家发起的探测任务：

### 天文学著作
以下列举的是知名度较高的天文学或相关著作。

#### 综合性著作
- 大众天文学
- 天文学大成
- 自然哲学的数学原理

#### 天文资料
- Burnham's Celestial Handbook
- Star names:Their lore and meaning

#### 星图星表
- NGC
- IC星表
- 亮星星表
- HD星表
- 依巴谷星表
- 甘石星经

### 机构

#### 其他著名的机构
- 天文台

- 天文馆